# Alfred Pema
Alfred Pema (ur. 5 czerwca 1944 w Korczy, zm. 31 stycznia 1999 w Tiranie) – albański polityk i inżynier, w latach 1991-1992 minister edukacji.

## Życiorys
W 1967 ukończył studia z zakresu inżynierii mechanicznej na Uniwersytecie Tirańskim. Po studiach pracował na stanowisku inżynierskim w jednym z zakładów przemysłowych w Korczy. W 1970 podjął pracę wykładowcy na wydziale inżynierii budownictwa Uniwersytetu Tirańskiego. Specjalizował się w zagadnieniach termodynamiki, był autorem kilku podręczników akademickich poświęconych instalacjom chłodniczym. W grudniu 1991 objął stanowisko ministra edukacji w rządzie technicznym Vilsona Ahmetiego. Był jednym z założycieli Partii Demokratycznego Sojuszu (Aleanca Demokratike), którą reprezentował w wyborach parlamentarnych 1996, ale nie uzyskał mandatu. Zmarł w roku 1999 w Tiranie.

## Publikacje
- 1979: Impiante të industrisë
- 1986: Impiante të industrisë : impjantet e ftohjes
- 1990: Impiantet e ftohjes, të kondicionimit dhe të tharjes